# Peter Gunn Theme
Pour les articles homonymes, voir Peter Gunn.
Clip vidéo
[vidéo] « Henry Mancini - Peter Gunn Theme (1959) », sur YouTube
[vidéo] « The Blues Brothers - Peter Gunn Theme (1980) », sur YouTube
[vidéo] « Sarah Vaughan - Peter Gunn Theme (1965) », sur YouTube
Peter Gunn Theme (littéralement « thème de Peter Gunn ») est un standard de jazz-jazz blues-jazz rock, du compositeur de musique de film Henry Mancini, enregistré en single avec son big band jazz, pour l'indicatif musical et thème musical principal de la série télévisée policière américaine Peter Gunn de 1958 et pour son album The Music from Peter Gunn de 1959. Elle est reprise avec succès en particulier en version instrumentale dans la bande originale du film Les Blues Brothers de 1980. 

## Histoire
Cette célèbre musique thématique est composée d'un ostinato unisson rythmé répétitif obstiné lancinant de piano, guitare basse, et batterie, accompagné des gémissements frénétiques de la section cuivres et du saxophone ténor de Plas Johnson, du big band jazz du trompettiste Ray Anthony. Le single atteint la 8e place du Billboard Hot 100 américain et la 12e du Hot R&B/Hip-Hop Songs, et contribue au succès de la série télévisée Peter Gunn, avec un Emmy Awards et deux Grammy Awards pour l'Album de l'Année et le Meilleur Arrangement de l'album The Music from Peter Gunn de 1959. 
Une version jazz vocal est enregistrée par Sarah Vaughan sur son album Sarah Vaughan Sings the Mancini Songbook (en) de 1965, avec des paroles de Jay Livingston et Ray Evans, et une seconde version vocale est enregistrée sous le nom de « Bye Bye » d'Henry Mancini pour le film Peter Gunn, détective spécial de 1967.
Dans le même registre big band jazz, Henry Mancini est également compositeur de la célèbre musique The Pink Panther Theme de 1963, des dessins animés La Panthère rose et de La Panthère rose (film). Les célèbres thèmes à succès de Green Onions (1962), James Bond Theme (1962), ou Mission Impossible Theme (1967)... sont inspirés du même genre de riff musical ostinato répétitif à la fois lancinant et frénétique...

## Classement
- Emmy Award
- 2 Grammy Award

## Reprises et arrangements
Ce tube est réédité et réarrangé par Henry Mancini (dont sa version « Senor Peter Gunn » de son album The Latin Sound of Henry Mancini de 1965, ou de Planet Claire avec The B-52's de 1979...). 
Il est repris par de nombreux interprètes de blues, de jazz ou de rock, parmi lesquels : Duane Eddy (1959), Ray Anthony, Quincy Jones, Brian Setzer, The Cramps, Jimi Hendrix, Peter Banks, Aerosmith, The Blues Brothers, Emerson, Lake and Palmer, Elvis Presley, Art of Noise, ou Prince (Diamonds and Pearls Tour 1992)... 
Le thème fait également l'objet d'une reprise dans Mr Ruggerio's Neighborhood, le premier épisode de la saison 3 de la série Les Soprano de David Chase et diffusé sur le réseau HBO. A ceci près que la mélodie est plusieurs fois mélangée à celle d'un morceau, lui aussi culte, du groupe The Police : Every Breathe You Take. Ce mélange est ainsi intitulé Every Breath You Take/Theme From Peter Gunn (Mr. Ruggerio's remix), apparaissant dans la compilation The Sopranos - Peppers & Eggs - Music From The HBO Original Series. Le morceau est utilisé dans le cadre d'une intervention secrète des agents du FBI dans la maison des Soprano, qu'ils cherchent à mettre sur écoute, rappelant ainsi le contexte policier et d'enquête qui règne dans la série Peter Gunn. Celle-ci étant orientée vers la comédie, l'utilisation de ce thème dans cet épisode des Soprano tourne en dérision cette opération du FBI. 

## Cinéma et télévision
- 1958 : Peter Gunn, série policière, thème musical principal[8].
- 1967 : Peter Gunn, détective spécial, de Blake Edwards, version vocale « Bye Bye » d'Henry Mancini.
- 1969 : Monty Python's Flying Circus (épisode n° 17 The Bishop (Monty Python) (en) - saison 2).
- 1980 : Les Blues Brothers, de John Landis, bande originale du film, interprétée par The Blues Brothers.